# Sperchon brevirostris
Sperchon brevirostris är en kvalsterart som beskrevs av Koenike 1895. Sperchon brevirostris ingår i släktet Sperchon och familjen Sperchonidae.

## Underarter
Arten delas in i följande underarter:
- S. b. brevirostris
- S. b. scabriosus